# حمض الغاليك
حمض الغَالِيك أو حمض السِّنديان هو حمض عضوي، معروف أيضا باسم حمض البنزين 3،4،5 - ثلاثي الهيدوكسيل، يُوجد بكثرة في أشجار السِّنديان، والكينا، والعفص، والسُّماق، وبندق السَّاحرات، وأوراق الشَّاي، والعِنَب، وبشكل واسع في بقية النّباتات. ويمكن أن يوجد حمض الغاليك حرّا، أو كجزء من العَفص القابل للتَميُّؤ "Hydrolysable tannin"، مرتبطًا بالسُّكريات.
يُستخدم حمض الغاليك وإستِرَاتُه عادة في صناعة المستحضرات الصيدلانية. كما يمكن أن يكون أيضا مادة الانطلاق في تركيب مركّب المِسكَالين، القَلَويد المُخَّدر. ويستعمل حمض الغاليك أيضا كمِعيَار كيميائيّ لتحديد محتوى الفينول في العينات المختلفة من خلال اختبار فولين-سيوكالتو؛ حيث يُعبَّرُ عن النتيجة بوحدة «مكافئ لحمض الغاليك».

## الاكتشاف والاستعمالات التاريخية
يعتبر حمض الغاليك المكون الأساسي لحبر الغال الحديدي، الذي كان مستعملا بشكل واسع في أوروبا لكتابة المخطوطات. ووقع اكتشافه ودراسته من قبل الكيميائي السُّويدي كارل فلهلم شيله سنة 1786. حيث قام الأخير باستخراج ما أطلق عليه اسم «الأملاح الأساسية لجوز العفص»، وذلك بترك العفن الفطريّ ينمو على ثمار العفص المنقوعة في الماء، لمدّة شهور؛ حيث حصل على بورات مُترسبة تحتوي حمض الغاليك. في 1818، أوجد الكيميائي الفرنسي هنري براكونوت طريقة أبسط لاستخراجه وبَلْوَرَتِه من ثمار السِّنديان. وقد تمت دراسة الخصائص الأساسية لحمض الغاليك من قبل الكيميائي الفرنسي تيُوفيل-جول بولُوز، بين مكونات أخرى، مستخرجة من مادة العفص. في 1840، استعمل جون هيرشل حمض الغاليك مع نترات الفضة، لتحسين حساسية الأفلام الفوتوغرافية للضوء. وقد كان ملح البسموث الغاليكي "bismuth subgallate" يعد علاجا لانتفاخ البطن وإزالة الروائح الكريهة.

## الخصائص وطرق الاستخراج
في حالته العادية، حمض الغاليك مسحوقٌ بلوري لونه أبيض أو مصفرّ شاحب، عديم الرائحة، طعمه حامضٌ ومقلّصٌ. ويذوب بشكل جيد في الكحول (الإيثانول، والميثانول) وبدرجة أقل في الماء والإيثيل أستات، أي حسب التّرتيب التّالي:
الميثانول> الإيثانول> الماء> الإيثيل أستات
وهو بذلك قليل الذوبان في الماء البارد (1.5غ\100مل في 25 °س)؛ لكن الذوبانية تزداد مع ارتفاع الحرارة، لتبلغ حوالي سبعة أضعاف في 60 °س.
يتفاعل حمض الغاليك مع كلوريد الحديد (III) ليُضفي إلى مركَّب أزرق مسودٍّ، وهو غالات الحديد. وعندما يسخّن لدرجة حرارة 220 °س، يفقد مجموعه COOH ويتحول لبيروغالول. وهذا الأخير، كان يستعمل لاظهار الأفلام الفوتوغرافية بفضل قابليته لإمتصاص الأكسجين، قبل أن يستبدل بالهيدروكينون.

## اتظر أيضا
- حمض الشيكيميك